# Petra Starčević
Petra Starčević (* 7. Mai 1987 in Rijeka) ist eine frühere kroatische Biathletin.
Petra Starčević ist Studentin und lebt in Mrkopalj, wo sie zu ihrer aktiven Zeit auch trainierte. Sie startete für Bjelolasica, wo sie von Robert Petrovic trainiert wurde. Mit dem Biathlonsport begann die Kroatin 2001 und gehörte seitdem auch dem Nationalkader ihres Landes an. In Ridnaun startete Starčević erstmals im Rahmen der Junioren-Weltmeisterschaften 2002 bei ihrer ersten internationalen Meisterschaft. Sie belegte die Plätze 53 im Einzel und 57 im Sprint. Ein Jahr später startete sie bei der Junioren-WM in Kościelisko, wo sie im Sprint wie auch im Einzel den 62. Platz erreichte. An die Junioren-WM schloss sich die Junioren-Europameisterschaft in Forni Avoltri an, wo sie 35. im Sprint und 33. der Verfolgung wurde. Drittes Großereignis des Jahres wurden die Sommerbiathlon-Weltmeisterschaften 2003, die ebenfalls in Forni Avoltri ausgetragen wurden und bei denen Starčević erneut bei den Wettbewerben der Juniorinnen antrat und die Ränge 27 im Sprint und 24 in der Verfolgung erreichte. Auch 2004 nahm sie in der Haute-Maurienne an den Junioren-Weltmeisterschaften teil und lief auf die Plätze 55 im Sprint, 50 in Verfolgung und Einzel und wurde mit Marina Kovačec und Anamarija Brajdić Elfte im Staffelrennen. Zum vierten Mal startete Starčević in Kontiolahti bei einer Junioren-WM, bei der sie 56. des Einzels wurde, sich zum einzigen Mal als 58. bei einer internationalen Meisterschaft für ein Verfolgungsrennen qualifizierte und bei diesem 57. wurde. Mit Brajdić und Krunoslava Kauzlaric wurde sie zudem Siebte mit der Staffel. Bei 13 Staffeln war es eines der besten internationalen Resultate für den kroatischen Biathlon überhaupt. 2006 nahm sie in Presque Isle letztmals an einer Junioren-WM teil, bei der sie die Plätze sieben im Einzel, 35 im Sprint, 31 in der Verfolgung und mit Kovačec und Brajdić neun im Staffelrennen belegte. Auch der siebte Rang im Einzel gehört zu den herausragenden Ergebnisse kroatischer Biathleten.
In Obertilliach wurde Starčević 2004 erstmals im Biathlon-Europacup bei den Frauen eingesetzt, wurde 28. in ihrem ersten Einzel und gewann damit sofort erste Punkte. Noch in derselben Saison folgte auch das Debüt im Biathlon-Weltcup. Das erste Rennen bestritt die Kroatin in Oberhof und wurde 78. in einem Sprint. Es war zugleich ihr bestes Resultat im Weltcup. Höhepunkt der Saison wurde die Teilnahme an den Biathlon-Weltmeisterschaften 2005 in Hochfilzen, wo Starčević im Einzel den 90. Platz belegte und im Sprint 79. wurde. Sowohl im Sprint wie auch im Einzel belegte sie mit 79. Rängen auch bei den Olympischen Winterspielen 2006 von Turin zwei ihrer besten internationalen Ergebnisse. Ihre letzten internationalen Rennen bestritt sie im Rahmen der Winter-Universiade 2007 in Turin. Bei den Wettkämpfen in Cesana San Sicario erreichte die Kroatin Platz 40 im Einzel, 48 im Sprint und wurde mit Kauzlaric und Andrijana Stipaničić Staffel-Siebte.

## Biathlon-Weltcup-Platzierungen
Die Tabelle zeigt alle Platzierungen (je nach Austragungsjahr einschließlich Olympische Spiele und Weltmeisterschaften).
- 1.–3. Platz: Anzahl der Podiumsplatzierungen
- Top 10: Anzahl der Platzierungen unter den ersten zehn (einschließlich Podium)
- Punkteränge: Anzahl der Platzierungen innerhalb der Punkteränge (einschließlich Podium und Top 10)
- Starts: Anzahl gelaufener Rennen in der jeweiligen Disziplin

| Platzierung         | Einzel | Sprint | Verfolgung | Massenstart | Staffel | Gesamt |
| ------------------- | ------ | ------ | ---------- | ----------- | ------- | ------ |
| 1. Platz            |        |        |            |             |         |        |
| 2. Platz            |        |        |            |             |         |        |
| 3. Platz            |        |        |            |             |         |        |
| Top 10              |        |        |            |             |         |        |
| Punkteränge         |        |        |            |             |         |        |
| Starts              | 6      | 11     |            |             |         | 17     |
| Stand: Karriereende |        |        |            |             |         |        |